# Kaypro 10
Kaypro Kaypro 10 (Kaypro 10) је био преносиви рачунар фирме Kaypro који је почео да се производи у САД током 1983. године.
Користио је Z80A микропроцесорску јединицу а RAM меморија рачунара је имала капацитет од 64 KB. 
Као оперативни систем кориштен је CP/M, ZCPR (enhanced CP/M).

## Детаљни подаци
Детаљнији подаци о рачунару Kaypro 10 су дати у табели испод.
|                       |                                    |
| [ 1 ]                 |                                    |
| Произвођач            |                                    |
| Тип                   | преносиви рачунар                  |
| Меморија              | 64                                 |
| Поријекло             | Сједињене Америчке Државе          |
| Година                | 1983                               |
| Тастатура             | тастатура са пуним помаком тастера |
| Процесор              |                                    |
| Фреквенција процесора | 4                                  |
| RAM                   | 64                                 |
| ROM                   | 2                                  |
| Текст                 | 80 x 24                            |
| Графика               | 160 x 100                          |
| Боја                  | уграђени 9 монохроматски монитор   |
| Звук                  | непознато                          |
| Димензије             | 450 x 200 x 385 / 12,5             |
| Портови               |                                    |
| Оперативни систем     |                                    |